# Biblioteka Uniwersytecka w Umeå
Biblioteka Uniwersytecka w Umeå (Umeå University Library) – jedna z siedmiu bibliotek w Szwecji, która ma prawo do egzemplarza obowiązkowego („pliktbibliotek”).

## Historia
Nazwa Biblioteka Uniwersytecka pochodzi z Biblioteki Naukowej w Umeå (Vetenskapliga Biblioteket i Umeå), która powstała w 1950 roku w Umeå jako Biblioteka Miejska. Biblioteka otrzymuje egzemplarz każdej nowej książki drukowane w Szwecji. W 1958 roku wraz z powstaniem Wydziału medycznego w Umeå, powstał dział medyczny. W 1965 roku, gdy rozpoczął działalność Uniwersytet, biblioteka działała już od roku. W 1967 rozpoczęto budowę nowego budynku dla biblioteki na terenie Kampusu. Po roku został on ukończony i biblioteka stopniowo przeniosła tam swoje działy i usługi. W 2002 roku zbudowano nowy budynek dla Biblioteki Medycznej.

## Organizacja
Biblioteka Uniwersytecka(UB) ma dwie filie: Bibliotekę Medyczną(MB) i Kampusu Artystycznego UB. Biblioteki są dostępne nie tylko dla studentów i naukowców, ale również dla mieszkańców. Biblioteka główna mieści się w budynku Nauk Społecznych na terenie campusu, natomiast Medyczna na terenie szpitala, w budynku 6 M.

## Usługi
W Bibliotece Medycznej studenci mogą korzystać z drukarki 3D. Warunkiem jest wzięcie udziału w godzinnych warsztatach obsługi drukarki, a po uzyskaniu certyfikatu można drukować własne projekty. Student pokrywa tylko koszty materiałów.